# AVN Hall of Fame
La AVN Hall of fame è una lista onorifica stilata e sponsorizzata dalla rivista AVN che raccoglie tutti i personaggi che hanno contribuito alla nascita e alla crescita dell'industria dell'intrattenimento per adulti moderna. Il criterio per l'inclusione nella Hall of Fame è definito come l'aver avuto "un'enorme importanza" nonché una presenza nel settore da almeno 10 anni.

## Storia
I primi nomi sono stati aggiunti nella Hall of Fame nel 1995, durante il 13º AVN Award e vi fanno parte sin dalla fondazione alcuni attori e attrici. Dal 2014 al 2021 il premio per gli artisti inseriti è stato noto anche come Hall of Fame - Video Branch.
Progressivamente sono state create anche figure più commerciali, incluse in apposite categorie distinte in:
- "Fondatori" (Founders Branch), che premia uomini d'affari che hanno avuto un impatto positivo e significativo sull'industria pornografica (dal 2006);[2]
- "Fondatori su Internet" (Internet Founders Branch), che premia uomini che hanno costruito o ampliato il settore online (dal 2009);
- "Prodotti del piacere" (Pleasure Products Branch), che premia i produttori, distributori e rivenditori di sex toys (dal 2011);
- "Ramo esecutivo" (Executive Branch), che premia gli uomini-chiave del settore che lavorano negli uffici (C-suite) o che eccellono in capacità, come le vendite, il marketing o l'istruzione(dal 2014).

## Membri dellaHall of Fame
- Buck Adams[7]
- Tracey Adams
- Asa Akira (2019)
- Monique Alexander (2017)
- Alexis Amore (2018)
- Juliet Anderson
- Brittany Andrews (2008)
- Gabrielle Anex (2019)
- Buck Angel (2025)
- Joanna Angel (2016)
- Eva Angelina (2018)
- Julia Ann (2004)
- Lisa Ann (2009)
- Brad Armstrong (2004)
- Jay Ashley (2008)
- Kaitlyn Ashley (2001)
- Juli Ashton (2012)
- James Avalon (2005)
- Ebony Ayes (2025)
- Lois Ayres (1998)
- Bill Bailey (2020)
- Marco Banderas (2023)
- Briana Banks (2009)
- Nyomi Banxxx (2022)
- Kandi Barbour (2013)[8]
- Rebecca Bardoux (2007)
- Belladonna (2011)
- Lexi Belle (2019)
- Nikki Benz (2016)
- Bionca
- Rob Black (2012)
- Tori Black (2022)
- Barrett Blade (2014)
- Andrew Blake (1996)
- Bunny Bleu (1997)
- Robert Blitt (2022)
- Ashley Blue (2013)[8]
- Mick Blue (2017)
- Skye Blue (2008)
- Vanessa Blue (2013)[8]
- Rene Bond (1998)
- John T. Bone (2001)
- Lesllie Bovee
- T.T. Boy (2003)
- Erica Boyer
- Alex Braun (2011)
- Lasse Braun (1999)
- Frank Bukkwyd (2019)
- Robert Bullock (1995)
- Jerry Butler (1998)
- Seymore Butts (2005)
- Tom Byron
- Stuart Canterbury (2017)
- Christy Canyon
- Michael Carpenter (1997)
- Mary Carey (2013)[8]
- Asia Carrera (2001)
- Gina Carrera (2023)
- Cassidey (2017)
- Marilyn Chambers
- Chanel (2021)
- Nikki Charm (1999)
- Chris Charming (2010)
- Dick Chibbes (2023)
- Bob Chinn (1999)
- Chloe (2006)
- Christian XXX (2017)
- David Christopher
- Kim Christy (2004)
- Christoph Clark (2002)
- David Aaron Clark (2012)
- Tiffany Clark attrice
- Maestro Claudio (2019)
- Francois Clousot (2013)[8]
- Shylar Cobi (2014)
- Careena Collins (1998)
- Patrick Collins (2002)
- Ryan Conner (2022)
- Eli Cross (2015)
- Desiree Cousteau (1997)
- Dave Cummings (2007)
- Stoney Curtis (2010)
- Devan Cypher (2016)
- Robby D. (2014)
- Dale DaBone (2012)
- Kiki Daire (2019)
- Gerard Damiano
- Stormy Daniels (2014)
- Barbara Dare
- Gregory Dark (1996)
- Angel Dark (2020)
- Jonni Darkko (2016)
- Gia Darling (2011)
- Racquel Darrian (2002)
- Mark Davis (2003)
- Lisa De Leeuw
- Jewel De'Nyle (2009)
- Dana DeArmond (2016)
- Dee (2021)
- Sophie Dee (2025)
- Olivia Del Rio (2025)
- Vanessa del Rio
- Nikita Denise (2016)
- Charles Dera (2022)
- Alex deRenzy
- Raquel Devine (2010)
- Alexander DeVoe (2012)
- Diana DeVoe (2021)
- Devon (2010)
- Debi Diamond
- Shane Diesel (2025)
- Guy DiSilva (2009)
- Karen Dior (1995)
- Kianna Dior (2020)
- Dirty Harry (2019)
- Gregory Dorcel (2022)
- Jon Dough (1998)
- Jerry Douglas (1998)
- Ben Dover (2011)
- Derek Dozer (2021)
- Jessica Drake (2010)
- Steve Drake
- Rinse Dream (2017)
- Duck Dumont (1997)
- Lacey Duvalle (2022)
- Nick East (2006)
- Eric Edwards
- Wesley Emerson (2009)
- Ben English (2014)
- Alana Evans (2015)
- Erik Everhard (2012)
- Felecia (2003)
- Don Fernando (2004)
- Manuel Ferrara (2013)[8]
- Jeanna Fine (1997)
- Jada Fire (2011)
- Rod Fontana (2005)
- Gail Force (1997)
- Samantha Fox (2002)
- Scotty Fox (1995)
- Foxxy (2023)
- Mickey G (2006)
- Sal Genoa (2021)
- Ashlyn Gere (1996)
- Ken Gibb (1997)
- Jamie Gillis
- Billy Glide (2015)
- Gary Graver
- Ernest Greene fetish (2021)
- Sasha Grey (2023)
- Tommy Gunn (2016)
- William H. (2018)
- Max Hardcore (2004)
- Dave Hardman (2003)
- Veronica Hart
- Nina Hartley
- Steve Hatcher (2006)
- Annette Haven
- Taylor Hayes (2007)
- Jenna Haze (2012)
- Melissa Hill (2014)
- Deidre Holland (1999)
- Kelly Holland (2017)
- Steve Holmes (2017)
- Jim Holliday
- John Holmes
- Mike Horner
- Houston (2004)
- Cecil Howard
- Ed Hunter (2019)
- Heather Hunter (2003)
- Nicki Hunter (2020)
- Ryan Idol (1995)
- Kylie Ireland (2005)
- Brandon Iron (2018)
- Ivan (2023)
- Janet Jacme (2006)
- Jake Jacobs (2008)
- Kendra James (2023)
- Jenna Jameson (2006)
- Jesse Jane (2013)[8]
- Sara Jay (2017)
- Jessica Jaymes (2018)
- Jelena Jensen (2020)
- Jenteal (2021)
- Ron Jeremy
- Joanna Jet (2015)
- Mike John (2014)
- Jules Jordan (2011)
- Kimberly Kane (2016)
- Sharon Kane
- Roy Karch (1998)
- Katsuni (2014)
- Julius Kedvessy (2022)
- Keisha (1998)
- Angel Kelly (2008)
- Jill Kelly (2003)
- Bridgette Kerkove (2011)
- Robert Kerman (1997)
- Johnny Keyes (2004)
- Alisha Klass (2012)
- Michael Klein (2022)
- Tyler Knight (2021)
- Sascha Koch (2016)
- Marc Kramer (2023)
- Kayden Kross (2019)
- L.T. (2020)
- Ice La Fox (2023)
- Alex Ladd (2016)
- Chasey Lain (2003)
- C. J. Laing (2005)
- Tim Lake (2009)
- Karla Lane (2020)
- Sunny Lane (2020)
- Tory Lane (2017)
- Chi Chi LaRue
- Dyanna Lauren (2008)
- Shayla LaVeaux (2001)
- Jack Lawrence (2023)
- Francesca Lé (2005)
- Dan Leal (2015)
- Bud Lee (2001)
- Hyapatia Lee
- Keiran Lee (2022)
- Kaylani Lei (2015)
- Dorothy LeMay (1998)
- Lynn LeMay (2006)
- Gloria Leonard
- Sunny Leone (2018)
- John Leslie
- Lea Lexis (2022)
- Harold Lime
- Mai Lin (2005)
- Kagney Linn Karter (2025)
- Fred J. Lincoln
- Janine Lindemulder (2002)
- Marcus London (2020)
- Angel Long (2023)
- Byron Long (2010)
- Miles Long (2011)
- Cara Lott (2006)
- Brandi Love (2020)
- Shy Love (2013)[8]
- Sinnamon Love (2011)
- Rebecca Lord (2013)[8]
- Marie Luv (2021)
- Scott Lyons (2014)
- Amber Lynn
- Gina Lynn (2010)
- Ginger Lynn
- Micky Lynn (2019)
- Porsche Lynn
- Kelly Madison (2015)
- Andre Madness (2015)
- Richard Mailer
- Jim Malibu (2004)
- Anna Malle (2013)[8]
- Sonny Malone (2011)
- Chelsea Manchester (1998)
- Mandingo (2017)
- Nick Manning (2014)
- Mr. Marcus (2009)
- William Margold
- Daisy Marie (2017)
- Phoenix Marie (2022)
- Cash Markman (2006)
- Mason (2021)
- Rick Masters (2007)
- Eric Masterson (2014)
- Shanna McCullough
- Clive McLean (2001)
- Radley Metzger
- Gianna Michaels (2020)
- Sean Michaels (1995)
- Midori (2009)
- Earl Miller (2001)
- Tiffany Million (2025)
- Missy (2002)
- Sharon Mitchell
- The Mitchell Brothers
- Constance Money (1998)
- Tami Monroe (1999)
- Tony Montana (2020)
- Kevin Moore (2025)
- Rodney Moore (2006)
- Craven Moorehead (2015)
- India Morel (2022)
- Britt Morgan
- Jonathan Morgan (2003)
- Katie Morgan (2013)[8]
- Michael Morrison
- Pat Myne (2011)
- Tiffany Mynx (2001)
- Scott Nails (2025)
- Kelly Nichols (1995)
- Michael Ninn (2002)
- Ramón Nomar (2019)
- Paul Norman (1998)
- Peter North
- Nick Orleans (2018)
- Henri Pachard
- Richard Pacheco (1999)
- Ralph Parfait (2013)[8]
- Victoria Paris (1997)
- Kay Parker
- Tera Patrick (2009)
- Texas Patti (2025)
- JohnPaul the Pope (2023)
- Jeannie Pepper (1997)
- David Perry (2021)
- Mr. Pete (2014)
- Rhonda Jo Petty (2004)
- Derrick Pierce (2022)
- Pinky (2023)
- Wesley Pipes (2015)
- Tommy Pistol (2022)
- Eddie Powell (2021)
- Ed Powers
- Jim Powers
- Teagan Presley (2016)
- Kirsten Price (2018)
- Mike Quasar (2013)[8]
- Misty Rain (2004)
- Janus Rainer
- Nikki Randall (1995)
- Suze Randall (1999)
- Mike Ranger (2018)
- Michael Raven (2008)
- Raylene (2008)
- Rayveness (2015)
- Harry Reems
- Riley Reid (2025)
- Jack Remy (2006)
- Patti Rhodes (1999)
- Toni Ribas (2012)
- Aiden Riley (2025)
- Bobby Rinaldi (2014)
- Alicia Rio (2004)
- Jace Rocker (1998)
- Kristina Rose (2022)
- Candida Royalle
- Ruby (2008)
- Will Ryder (2015)
- Silvia Saint (2012)
- Savanna Samson (2011)
- Alex Sanders (2003)
- Loni Sanders
- Herschel Savage
- Rick Savage
- Savannah (1996)
- Reb Sawitz (2001)
- Annette Schwarz (2023)
- Tristan Seagal (2021)
- John Seeman (2007)
- Seka
- Serena (2019)
- Serenity (2005)
- Bruce Seven
- Shane (2005)
- Rocco Siffredi (2002)
- Alexandra Silk (2008)
- Long Jeanne Silver (2021)
- Joey Silvera
- Dominique Simone (2007)
- Julie Simone (2013)[8]
- Johnny Sins (2023)
- Laurent Sky (2020)
- Justin Slayer (2022)
- Aurora Snow (2017)
- Jim South (1995)
- Rob Spallone (2020)
- P. J. Sparxx (2002)
- Randy Spears (2002)
- Georgina Spelvin
- Mark Spiegler (2012)
- Anthony Spinelli
- Mitchell Spinelli
- Annie Sprinkle (1999)
- Jasmin St. Claire (2011)
- Sheri St. Claire (1995)
- Taylor St. Claire (2014)
- Steven St. Croix (2005)
- Jessie St. James
- Julian St. Jox (2003)
- John Stagliano (1997)
- David Stanley (2018)
- Derek Stanton (1998)
- Celeste Star (2018)
- Charmane Star (2017)
- Aiden Starr (2018)
- Rachel Starr (2022)
- Riley Steele (2025)
- Carter Stevens (2009)
- Marc Stevens (2019)
- Lexington Steele (2009)
- Selena Steele (2007)
- Sydnee Steele (2007)
- Michael Stefano (2010)
- Nici Sterling (2007)
- Kirdy Stevens (2003)
- Tabitha Stevens (2007)
- Charlotte Stokely (2020)
- Evan Stone (2011)
- Kyle Stone (2007)
- Madison Stone (2003)
- Mark Stone (2017)
- Misty Stone (2019)
- Chris Streams (2013)[8]
- John Strong (2016)
- Samantha Strong (1995)
- Jeff Stryker
- Shyla Stylez (2016)
- India Summer (2019)
- Karen Summer (2015)
- Angela Summers (2008)
- Stephanie Swift (2006)
- TTalon (2015)
- Jiro Takashima (2022)
- Jerome Tanner (2006)
- Scott Taylor (2012)
- Tony Tedeschi (2003)
- Alexis Texas (2022)
- Paul Thomas
- Sunset Thomas (2001)
- Tianna (2002)
- Raven Touchstone
- George Uhl (2021)
- Inari Vachs (2012)
- Stacy Valentine (2012)
- Vaniity (2013)[8]
- Nacho Vidal (2012)
- Dana Vespoli (2016)
- Vicky Vette (2016)
- Ron Vogel
- Tim Von Swine (2015)
- Bob Vosse (2001)
- Tasha Voux (2008)
- Vince Vouyer (2007)
- Marc Wallice
- Taylor Wane (2005)
- Jane Waters (1998)
- Devlin Weed (2018)
- Teri Weigel (2003)
- Jennifer Welles (1996)
- Tori Welles (1996)
- Ebony Ayes (2025)
- Kelly Wells
- Angela White (2018)
- Jackie White (2022)
- Honey Wilder (2001)
- Wendy Williams (2014)
- Jerry Steven Winkle (1997)
- Leslie Winston (2025)
- Dick Witte (1997)
- Barry Wood (2004)
- Mark Wood (2010)
- Bambi Woods (1998)
- Luc Wylder (2009)
- Sam Xavier (2001)
- Ona Zee
- Michael Zen (2018)

## Categoria dei Fondatori (Founders Branch)
- Norman Arno (VCX, 2006)
- Kevin Beechum (K-Beech, 2014)
- Ted Blitt (Mile High Media, 2014)
- Noel Bloom (Caballero Control Corp, 2006)
- Charlie Brickman (Cinderella Distribution, 2007)
- Marc Dorcel (Marc Dorcel, 2015)
- Howard Farber (Video-X-Pix, 2007)
- Larry Flynt (Hustler, 2006)
- Al Goldstein (Screw Magazine, 2015)
- Morty Gordon (Bizarre Video, 2014)
- Ruby Gottesman (X-Citement Video, 2020)
- Kenneth Guarino (Metro Home Video, 2008)
- Russell Hampshire (VCA Pictures, 2011)
- Phil Harvey (Adam & Eve, 2007)
- Fred Hirsch (Sunrise Distributors, 2016)
- David Joseph (Red Light District, 2018)
- Howie Klein & Al Bloom (Caballero Home Video, 2009)
- Frank & Michael Koretsky (IVD, 2009)
- Christian Mann (Catalina Video, 2010)
- Mark Kulkis (2018)
- Moe
- Mike Moran (Lion's Den, 2011)
- Arthur Morowitz (Video-X-Pix, 2007)
- Sidney Niekirk (Cal Vista, 2007)
- Steven Orenstein (Wicked Pictures, 2011)
- Michael Paulsen (Paradise Visuals, 2010)
- Martin Rothstein (Model Distributors, 2008)
- Teddy Rothstein (Star Distributors, 2008)
- Rudy Sutton (VCX, 2016)
- Steve Toushin (Bijou Video, 2009)
- Michael Warner (Great Western Litho, 2010)
- Eddie Wedelstedt (Goalie Entertainment, 2016)
- Chuck Zane (Zane Entertainment Group, 2018)
- Peter Acworth (2023)

## Categoria dei Fondatori su Internet (Internet Founders Branch)
- Greg Clayman & Chuck Tsiamis (Video Secrets, 2009)
- Andrew Conru (Adult Friend Finder, 2009)
- Al Hadhazy (iFriends/Amateur Hardcore, 2009)
- Ron Levi (Cybererotica/CECash, 2009)
- David Van der Poel & Toine Rodenberg (Python, 2009)
- Ron Cadwell (CC Bill, 2010)
- Tony Morgan (National Net, 2010)
- Morgan Sommer (Cybersocket, 2010)
- Mitch Farber (Netbilling, 2011)
- Colin Rowntree (Wasteland.com, 2011)
- Tim Valenti (NakedSword, 2011)
- Beth Mansfield (PersianKitty.com, 2012)
- Patrick (TheHun.net, 2012)
- Shap (Twistys.com, 2012)
- Danni Ashe (Danni's Hard Drive, 2013)
- Anthony J (NetVideoGirls.com, 2013)
- Bill Pinyon & Steve Wojcik (Badpuppy.com, 2013)
- Angie Rowntree (Sssh,com, 2014)
- Maurice (Freeones.com, 2014)
- Mark "Greenguy" Jenkins (Link-O-Rama, 2014)
- Steve Lightspeed (LightspeedCash, 2015)
- Lensman (2015)
- Botto Brothers (MaxCash, 2015)
- Charles Berrebbi & John Albright (Too Much Media, 2016)
- Ilan Bunimovitz (Gamelink.com, 2016)
- Gyorgy Gattyan (Docler Holding, 2017)
- Michael Reul (TrafficPartner.com, 2017)
- Jim McBride aka Mr. Skin (MrSkin.com, 2017)
- Brad Mitchell (MojoHost, 2018)
- Nick Chrétien (CrakRevenue, 2019)
- Stan Fiskin (AdultCentro, 2019)
- Mitch Fontaine (BurningAngel, 2019)
- Greg Dumas (2023)
- Sean Christian (2023)
- Peter Van Aarle & Jeff Vanzetti (2025)
- Scott Coffman & Jay Strowd (2025)

## Categoria dei "Prodotti di piacere" (Pleasure Products Branch)
- Joani Blank (Good Vibrations, 2011)
- Ron Braverman (Doc Johnson, 2011)
- Susan Colvin (California Exotic Novelties, 2011)
- Martin Tucker (Topco Sales, 2011)
- Larry Garland (Eldorado Trading Co., 2012)
- Joel Tucker (Stockroom, 2012)
- Nick Orlandino (Pipedream Products, 2012)
- Dennis Paradise (Paradise Marketing, 2013)
- Mark Franks & Teddy Rothstein(Castle Megastore, 2013)
- Irwin Schwartz & Elliot Schwartz (Nasstoys/Novelties by Nasswalk, 2013)
- Lavi Yedid (NS Novelties, 2014)
- Robert Pyne Sr. (Williams Trading Co., 2014)
- Rachel Venning & Claire Cavanah (Babeland, 2014)
- Joe Bolstad (Kama Sutra Company, 2015)
- Pavle Sedic (LELO, 2015)
- Ari Suss (XR LLC, 2015)
- Ralph Caplan (Nalpac Distribution, 2016)
- Rina Valan (Fantasia Home Parties, 2016)
- Steve Shubin (Fleshlight, 2016)
- Chuck Harnish & Jim Horne (PHS International, 2017)
- Big Al Bedrosian (Spartacus Enterprises, 2017)
- Dell Williams (Eve's Garden, 2017)
- Sam Boltansky (Komar Co., 2018)
- Joel Kaminsky (Good Vibrations, 2018)
- Bruce Murison (Standard Innovation, 2018)
- Sara Lee Goff (Sara's Secret and Condoms to Go, 2019)
- Helene Kusens (Honey's Place, 2019)
- Michael Trigg (Trigg Laboratories, 2019)
- Joe Casella (Entrenue, 2020)
- Greg DeLong (njoy Toys, 2020)
- Daniel Quinn (In the Mood, 2020)
- Bonnie Feingold (2023)
- Justin Ross (2023)
- Gregg Haskell (2025)
- Lynn Swanson (2025)

## Categoria del "Ramo Esecutivo" (Executive Branch)
- Jerry E. (2014)
- Adam H. (2014)
- Ed Kail & Marty Turkel (2014)
- Marci Hirsch (2015)
- Bonnie Kail (2015)
- Howard Levine (2015)
- Dan O'Connell (2015)
- Jon Blitt (2016)
- Bob Christian (2016)
- Scott David (2016)
- Eric Gutterman (2016)
- Steve Volponi (2016)
- Nelson X (2016)
- Joe Dambrosio (2017)
- Danny Gorman (2017)
- Jeff Steward (2017)
- Gabor Szabo (2017)
- Marc Bruder (2018)
- Mara Epstein (2018)
- Rondee Kamins (2018)
- Bernard Braunstein & Ed Braunstein (2019)
- Renae Orenstein-Englehart (2019)
- Jim Kohls (2019)
- Farrell Hirsch (2020)
- Glenn King (2020)
- Dave Peskin (2020)
- Andy Wullmer (2020)
- David Diamond (2021)
- Joey Gabra (2021)
- Lewis Adams (2021)
- Mike Moz (2021)
- Sam Rakowski (2021)
- Wilma Ginocchi (2023)
- Drew Rosenfeld (2023)
- Fran Amidor (2025)
- Chris Cane (2025)
- Mark Schechter (2025)